# SECAM制式

採用SECAM制的國家（橙色）

SECAM制式（法語：Séquentiel couleur à mémoire），又称塞康制，意为"按顺序传送彩色与存储"，是由法国于1966年研制的彩色电视广播标准。
它属于同时顺序制。帧频为每秒25帧，扫描线625行，隔行扫描，画面比例4:3，分辨率720×576。
在信号传输过程中，亮度信号每行传送，而两个色差信号则逐行依次传送，即用行错开传输时间的办法来避免同时传输时所产生的串色以及由其造成的彩色失真。SECAM制式特点是不怕干扰，彩色效果好，但兼容性差。
采用SECAM制的国家主要为大部分獨聯體國家（例：俄罗斯）、法国、埃及以及非洲的一些法語系國家等等。
另外，有人戲稱NTSC為Never The Same Color（不會重現一樣的色彩）、稱PAL為Perfect At Last（最終達到完美）、稱SECAM為System Essentially Contrary to American Method（本質上有別於美國的系統）或Shows Every Color All Murky（把每一個顏色顯示得模糊）。

## 使用SECAM制式的國家和地區

### 歐洲
- 法國，於2011年停播，改以DVB播出。
- 盧森堡
- 摩納哥
- 俄羅斯
- 白俄羅斯

### 非洲
- 摩洛哥
- 突尼西亞
- 毛里塔尼亚
- 布吉納法索
- 尼日尔
- 中非
- 塞内加尔
- 多哥
- 加彭
- 刚果共和国
- 刚果民主共和国
- 卢旺达
- 马达加斯加

### 太平洋島嶼
- 新喀里多尼亞
- 法屬玻里尼西亞（包括塔希提島）